# Augusto Ruspoli Ottoboni, VIII duca di Fiano
Augusto Ruspoli Ottoboni, VIII duca di Fiano (Roma, 8 settembre 1880 – Roma, 1912), è stato un nobile italiano.

## Biografia
Augusto Ruspoli nacque a Roma l'8 settembre 1880, figlio di Mario Ruspoli di Cerveteri (figlio di Augusto) e di Costanza Boncompagni Ludovisi Ottoboni. Il suo bisnonno paterno era Alessandro Ruspoli, IV principe di Cerveteri, mentre il nonno materno era il senatore Marco Boncompagni Ludovisi Ottoboni, VI duca di Fiano. Per parte di sua madre era imparentato con papa Alessandro VIII e coi principi di Piombino, mentre per parte di suo padre era imparentato coi principi del Liechtenstein e coi magnati ungheresi della dinastia degli Esterházy de Galántha.
Alla morte del nonno Marco, deceduto senza eredi maschi, ultimo della propria stirpe, seguendo le normative del fidecommesso papale voluto nel 1690 con la creazione del titolo nobiliare di duca di Fiano, il titolo passò alla figlia primogenita Costanza, con la possibilità di trasmetterlo al proprio figlio, Augusto appunto. Nel 1909, dunque, Augusto divenne il VII duca di Fiano, assumendo insieme alle proprie il cognome e l'arme della famiglia Ottoboni, inaugurando così la dinastia dei Ruspoli Ottoboni.
Egli ad ogni modo non si sposò mai e non ebbe figli, né legittimi né illegittimi, e morendo a Roma nel 1912 con lui si estinse la sua casata. I titoli nobiliari della famiglia Ottoboni, passarono a suo cugino, il conte Cesare Rasponi Bonanzi.

## Albero genealogico
| Augusto Ruspoli Ottoboni, VII duca di Fiano | Padre: Mario Ruspoli                          | Nonno paterno: Augusto Ruspoli                                        | Bisnonno paterno: Alessandro Ruspoli, IV principe di Cerveteri               | Trisnonno paterno: Francesco Ruspoli, III principe di Cerveteri         |
| Augusto Ruspoli Ottoboni, VII duca di Fiano | Padre: Mario Ruspoli                          | Nonno paterno: Augusto Ruspoli                                        | Bisnonno paterno: Alessandro Ruspoli, IV principe di Cerveteri               | Trisnonna paterna: Maria Leopoldina von Khevenhüller-Metsch             |
| Augusto Ruspoli Ottoboni, VII duca di Fiano | Padre: Mario Ruspoli                          | Nonno paterno: Augusto Ruspoli                                        | Bisnonna paterna: Marianna Esterházy de Galántha                             | Trisnonno paterno: János Nepomuk Esterházy de Galántha                  |
| Augusto Ruspoli Ottoboni, VII duca di Fiano | Padre: Mario Ruspoli                          | Nonno paterno: Augusto Ruspoli                                        | Bisnonna paterna: Marianna Esterházy de Galántha                             | Trisnonna paterna: Agnès Bánffy de Losoncz                              |
| Augusto Ruspoli Ottoboni, VII duca di Fiano | Padre: Mario Ruspoli                          | Nonna paterna: Agnes Esterházy de Galántha                            | Bisnonno paterno: Dénes Esterházy de Galántha                                | Trisnonno paterno: János Nepomuk Esterházy de Galántha                  |
| Augusto Ruspoli Ottoboni, VII duca di Fiano | Padre: Mario Ruspoli                          | Nonna paterna: Agnes Esterházy de Galántha                            | Bisnonno paterno: Dénes Esterházy de Galántha                                | Trisnonna paterna: Agnes Bánffy de Losoncz                              |
| Augusto Ruspoli Ottoboni, VII duca di Fiano | Padre: Mario Ruspoli                          | Nonna paterna: Agnes Esterházy de Galántha                            | Bisnonna paterna: Cecilia Haller de Hallerkeö                                | Trisnonno paterno: István Haller de Hallerkeö                           |
| Augusto Ruspoli Ottoboni, VII duca di Fiano | Padre: Mario Ruspoli                          | Nonna paterna: Agnes Esterházy de Galántha                            | Bisnonna paterna: Cecilia Haller de Hallerkeö                                | Trisnonna paterna: Anna Kornis de Göncz-Ruszka                          |
| Augusto Ruspoli Ottoboni, VII duca di Fiano | Madre: Costanza Boncompagni Ludovisi Ottoboni | Nonno materno: Marco Boncompagni Ludovisi Ottoboni, VII duca di Fiano | Bisnonno materno: Alessandro Boncompagni Ludovisi Ottoboni, VI duca di Fiano | Trisnonno materno: Marco Boncompagni Ludovisi Ottoboni, V duca di Fiano |
| Augusto Ruspoli Ottoboni, VII duca di Fiano | Madre: Costanza Boncompagni Ludovisi Ottoboni | Nonno materno: Marco Boncompagni Ludovisi Ottoboni, VII duca di Fiano | Bisnonno materno: Alessandro Boncompagni Ludovisi Ottoboni, VI duca di Fiano | Trisnonna materna: Giustiniana Sambiase Sanseverino                     |
| Augusto Ruspoli Ottoboni, VII duca di Fiano | Madre: Costanza Boncompagni Ludovisi Ottoboni | Nonno materno: Marco Boncompagni Ludovisi Ottoboni, VII duca di Fiano | Bisnonna materna: Costanza Boncompagni Ludovisi                              | Trisnonno materno: Luigi I Boncompagni Ludovisi, principe di Piombino   |
| Augusto Ruspoli Ottoboni, VII duca di Fiano | Madre: Costanza Boncompagni Ludovisi Ottoboni | Nonno materno: Marco Boncompagni Ludovisi Ottoboni, VII duca di Fiano | Bisnonna materna: Costanza Boncompagni Ludovisi                              | Trisnonna materna: Maddalena Odescalchi                                 |
| Augusto Ruspoli Ottoboni, VII duca di Fiano | Madre: Costanza Boncompagni Ludovisi Ottoboni | Nonna materna: Giulia Boncompagni Ludovisi                            | Bisnonno materno: Antonio Boncompagni Ludovisi, principe di Piombino         | Trisnonno materno: Luigi I Boncompagni Ludovisi, principe di Piombino   |
| Augusto Ruspoli Ottoboni, VII duca di Fiano | Madre: Costanza Boncompagni Ludovisi Ottoboni | Nonna materna: Giulia Boncompagni Ludovisi                            | Bisnonno materno: Antonio Boncompagni Ludovisi, principe di Piombino         | Trisnonna materna: Maddalena Odescalchi                                 |
| Augusto Ruspoli Ottoboni, VII duca di Fiano | Madre: Costanza Boncompagni Ludovisi Ottoboni | Nonna materna: Giulia Boncompagni Ludovisi                            | Bisnonna materna: Guglielmina Massimo                                        | Trisnonno materno: Francesco Massimo, I duca di Rignano                 |
| Augusto Ruspoli Ottoboni, VII duca di Fiano | Madre: Costanza Boncompagni Ludovisi Ottoboni | Nonna materna: Giulia Boncompagni Ludovisi                            | Bisnonna materna: Guglielmina Massimo                                        | Trisnonna materna: Carolina Lante Montefeltro della Rovere              |